# Stade Gabèsien
Stade Gabèsien (ar. القوافل الرياضية بقفص) – tunezyski klub piłkarski grający w pierwszej lidze, mający siedzibę w mieście Kabis.

## Występy w afrykańskich pucharach
| Sezon | Rozgrywki           | Runda    | Kraj                          | Klub           | Dom | Wyjazd | Dwumecz      |
| ----- | ------------------- | -------- | ----------------------------- | -------------- | --- | ------ | ------------ |
| 2016  | Puchar Konfederacji | wstępna  | Mali                          | AS Bakaridjan  | 1–1 | 1–1    | 2–2 (k. 4–3) |
| 2016  | Puchar Konfederacji | 1        | Gwinea                        | AS Kaloum Star | 2–1 | 0–0    | 2–1          |
| 2016  | Puchar Konfederacji | 2        | Zambia                        | Zanaco FC      | 3–0 | 1–1    | 4–1          |
| 2016  | Puchar Konfederacji | play-off | Demokratyczna Republika Konga | TP Mazembe     | 2–1 | 0–1    | 2–2          |

## Stadion
Domowe mecze klub rozgrywa na stadionie o nazwie Stade du Zrig w Kabisie, który może pomieścić 15000 widzów.

## Reprezentanci kraju grający w klubie
Stan na lipiec 2016.
| - Walid Azaïez - Radhouane Ben Ouanes - Saad Bguir - José Clayton - Hichem Essifi - Saber Khelifa - Jamel Rhouma | - Lotfi Sellami - Zine El Abidine Souissi - Ramzi Toujani - Issam Trabelsi - Idrissa Traoré - Alioune Cissé - Backer Aloenuovo |